# Zoltán Böszörményi
Dans le nom hongrois Böszörményi Zoltán, le nom de famille précède le prénom, mais cet article utilise l’ordre habituel en français Zoltán Böszörményi, où le prénom précède le nom.
 (avril 2015).
Si vous disposez d'ouvrages ou d'articles de référence ou si vous connaissez des sites web de qualité traitant du thème abordé ici, merci de compléter l'article en donnant les références utiles à sa vérifiabilité et en les liant à la section « Notes et références ».
Zoltán Böszörményi né le 18 décembre 1951 à Arad est un poète, écrivain et patron de presse roumain d’expression hongroise.

## Biographie
Fils d’un journaliste local, il est né à Arad, l’une des capitales du Partium, région multiethnique située sur le territoire de la Roumanie, aux frontières de la Hongrie et de la Serbie. C’est là qu’il a commencé et fini sa scolarité élémentaire et secondaire, au lycée N° 3 (ancien lycée catholique, aujourd’hui lycée Csiki Gergely) ; entretemps, cependant, tenté par le ballet, il a aussi fréquenté pendant quelques années scolaires le lycée de danse de Cluj. Le manque de moyens de sa famille l’oblige cependant vite à renoncer à ces études coûteuses.
De retour à Arad, il travaille sur des chantiers, retourne à Cluj pour une brève expérience de l’enseignement, puis, de 1975 à 1983, il travaille comme correcteur au journal Vörös Lobogó (« Drapeau rouge ») d’Arad.
Après la publication de ses deux premiers recueils de poésies, il entre dans le collimateur de la police politique roumaine (Securitate). Persécuté et effrayé par les menaces dont il fait l’objet, il passe clandestinement la frontière yougoslave, arrive en Autriche par la Serbie, demande l’asile politique et, après quelques mois au camp de Traiskirchen, obtient un visa d’émigration pour le Canada.
À Toronto, il étudie la philosophie à l’Université York, puis parcourt le monde pendant des années en tant qu’homme d’affaires.
Revenu en Roumanie après la chute du régime Ceaușescu, il y crée en dix ans un empire industriel, auquel il
renonce au début des années 2000 pour se consacrer à l’écriture et à l’édition.

## Œuvre
Il fréquente encore l’école primaire quand ses premiers écrits paraissent dans une revue de jeunesse intitulée Napsugár (« Rayon de soleil »). Au cours de ses années de lycée à Cluj et au début de sa carrière poétique, il est remarqué et accepté comme disciple par les écrivains hongrois de Cluj Aladár Lászlóffy, Sándor Kányádi, Tibor Bálint et Sándor Fodor.
Ses poèmes, reportages et autres articles paraissent dans la presse roumaine de langue hongroise (et notamment dans les titres suivants: Ifjúmunkás, Előre, Korunk, Utunk, Művelődés).
Ses deux premiers recueils de poèmes, intitulés Örvényszárnyon (« Sur l’aile d’un tourbillon », 1979) et Címjavaslatok (« Propositions de titre », 1981) sont publiés à Bucarest.
À Toronto, il se voit confier l’émission en langue hongroise de la radio locale (une heure par semaine), et travaille pendant deux ans comme correspondant local de la chaîne CBC.
De retour en Roumanie, devenu propriétaire du quotidien roumain de langue hongroise Nyugati Jelen (le « Présent de l’Ouest »), publié à Arad et diffusé dans cinq départements de l’Ouest de la Roumanie, il y a aussi occupé pendant des années le poste de rédacteur en chef ; il reste jusqu’à aujourd’hui le rédacteur en chef de la revue littéraire liée à ce quotidien, Irodalmi Jelen (le « Présent littéraire »), véritable trait d’union littéraire entre Hongrois de Roumanie, de Hongrie et des diasporas occidentales, diffusé sur Internet et sur papier; il dirige aussi la maison d’édition littéraire du même nom, fondée en 2001.
À partir de l’an 2000, il renoue avec la carrière littéraire, publiant à nouveau recueil de poèmes sur recueil de poèmes, et faisant un début tardif mais remarqué dans la prose, comme auteur de romans et de nouvelles. Beaucoup de ses œuvres ont déjà été traduites dans diverses langues étrangères (dont l’anglais, le français, l’allemand, le russe, le polonais et le roumain).
En reconnaissance de ses mérites littéraires, la Hongrie lui a décerné en 2012 le prix Attila József.

## Œuvres

### Traduit en français
- Le temps long (traduction de Raoul Weiss), Editions du Cygne, Paris, 2023
- Mirage de notre sort (traduction de Raoul Weiss), Editions du Cygne, Paris, 2020
- Tant que je penserai être, roman (traduction de Vanda örök par Raoul Weiss), Éditions du Présent Littéraire, Arad, 2012
- La peau de rien, anthologie poétique (traduite par Manolita Dragomir-Filimonescu), L'Harmattan, Paris, 2007

### Textes originaux
- Örvényszárnyon, recueil de poèmes, éditions Litera ,Bucarest, 1979
- Címjavaslatok, recueil de poèmes, éditions Litera, Bucarest, 1981
- Aranyvillamos, recueil de poèmes, éditions Jelenkor, Pécs, 1999
- Aranyvillamos, második szakasz, recueil de poèmes, éditions Jelenkor, Pécs, 2001
- Aranyvillamos, harmadik szakasz, recueil de poèmes, éditions Kalligram, Bratislava, 2004
- A szerelem illata, recueil de poèmes, éditions Kalligram, Bratislava, 2005
- Vanda örök (titre original de l’auteur: Míg gondolom, hogy létezem) [« Tant que je penserai être »], roman, éditions Ulpius-Ház, Budapest, 2005
- Az éj puha teste [« Tendre est la chair de la nuit »], roman, éditions Ulpius-Ház, Budapest, 2008, 2009
- A semmi bőre [« La Peau de Rien »], recueil de poèmes, Kalligram, Bratislava, 2008, 2009
- Halálos bűn, nouvelles, éditions Ulpius-Ház, Budapest, 2010
- Majorana helyzetjelentése a tökéletes boldogságról, recueil de poèmes, éditions Ulpius-Ház, Budapest, 2010
- REGÁL, roman, éditions Ulpius-Ház, Budapest, 2011
- FÜST – Lénárd-novellák, nouvelles, éditions Ulpius-Ház, Budapest, 2012
- Katedrális az örök télnek, recueil de poèmes, éditions Kalligram, Bratislava, 2013
- Majorana a tér tenyerén, recueil de poèmes, éditions Kalligram, Bratislava, 2014

## Prix littéraires
- 2002 – Prix annuel de poésie de la section de Timișoară de l’Union des Écrivains de Roumanie
- 2008 – Prix annuel de prose de la section de Timișoară de l’Union des Écrivains de Roumanie
- 2009 – Prix Gundel (pour son roman Tendre est la chair de la nuit)
- 2012 – Prix de mécénat « A Kultúra Pártfogója » (décerné le 22 janvier 2012 par le ministre hongrois des Ressources Nationales)
- 2012 – Prix Attila József